# Francisco Montañés
Francisco Montañés Claverías (Castellón de la Plana, 8 oktober 1986) is een Spaans voetballer die bij voorkeur als buitenspeler speelt. Hij tekende in juli 2014 een vierjarig contract bij RCD Espanyol, dat hem overnam van Real Zaragoza.

## Carrière
Montañés begon in de cantera (jeugdopleiding) van FC Barcelona. Via verschillende jeugdelftallen bereikte hij de selectie van Barça B. Bij het tweede elftal van de Catalaanse club was hij meestal reservespeler. In mei 2006 werd Montañés opgeroepen voor een wedstrijd van het eerste elftal voor het competitieduel tegen Sevilla FC. Dit omdat toenmalig coach Frank Rijkaard met het oog op de UEFA Champions League-finale tegen Arsenal FC en aantal vaste waarden rust gaf. Prominente spelers van Barça B als Joan Verdú en Carlos Peña waren eveneens niet beschikbaar, omdat ze een dag later met hun team een belangrijke wedstrijd in de strijd voor het kampioenschap in de Segunda División B moesten spelen. Naast Montañés werden ook middenvelder Ludovic Sylvestre (reserve bij Barça B) en aanvaller Francisco Martos (Barça C) opgeroepen. Montañés viel tegen Sevilla FC na 70 minuten in voor Henrik Larsson. Montañés speelde met het rugnummer 42 en was de eerste speler ooit die met dit rugnummer bij FC Barcelona.

## Erelijst
| Kampioen Primera División | 1x | 2005/06 |

1 García ·
3 Gómez  ·
4 Kumbulla ·
5 Calero ·
6 Cabrera ·
7 Puado ·
8 Expósito ·
9 Véliz ·
10 Lozano ·
11 Milla ·
12 Tejero ·
13 Pacheco ·
14 Oliván ·
15 Gragera ·
16 Cheddira ·
17 Carreras ·
18 Aguado ·
19 Sánchez ·
20 Král ·
22 Romero ·
23 El Hilali ·
24 Cardona ·
31 Roca ·
33 Fortuño ·
37 Ünüvar ·
Coach: González